# クンロイト
クンロイト (ドイツ語: Kunreuth) は、ドイツ連邦共和国バイエルン州フォルヒハイム郡（オーバーフランケン行政管区）に属する町村（以下、本項では便宜上「町」と記述する）で、ピンツベルクに本部を置くゴスベルク行政共同体を構成する。この町には、教会とクンロイト城がある。

## 地理

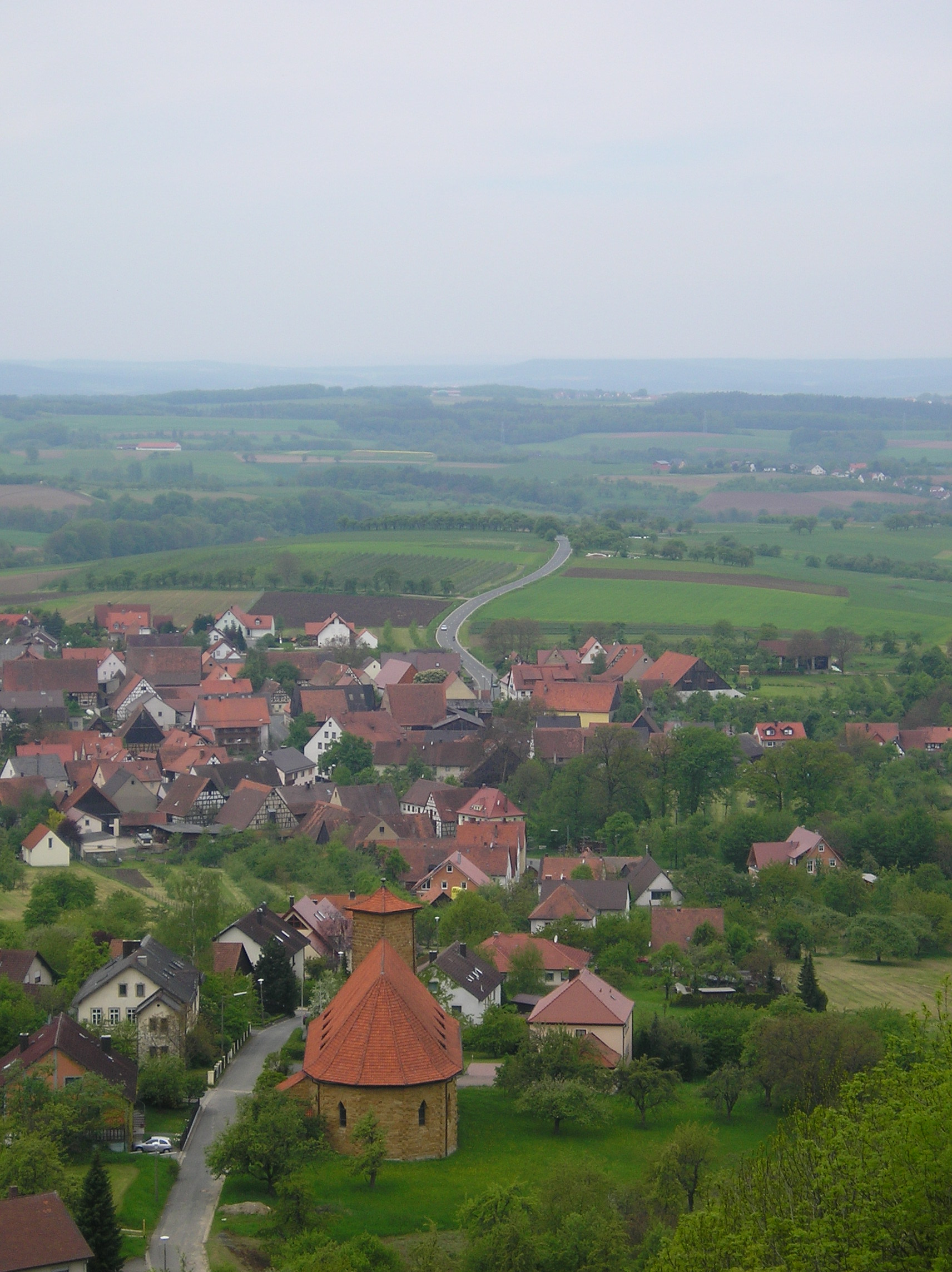
レーゲンスベルクからヴァインガルツを臨む

### 自治体の構成
この町は、公式には4つの集落からなる。
- エルムロイス
- クンロイト
- レーゲンスベルク: レーベンスベルクの集落は人口約50人。この集落にはレーゲンスベルク城趾とその付属礼拝堂が遺る。この集落からはすばらしい眺望を得ることが出来る。
- ヴァインガルツ

## 歴史
クンロイトは、1109年に、バンベルクの聖ヤーコプ神学校領の設立書で "Chuesru't"として初めて言及されている。レーゲンスベルクの城は1251年からバンベルク司教のレーエンであったことが解っている。14世紀にエグロフシュタインの領主により建設されたクンロイトの水城も、1412年以降、やはりバンベルク司教のレーエンとなった。1426年、クンロイトの教会が建設されたが、1553年の第二次辺境伯戦争ではブランデンブルク＝クルムバッハ辺境伯アルブレヒト・アルキビアデスによって村も城も教会も破壊されてしまった。
1560年、エグロフシュタインの領主がプロテスタントの教区を設立したことをきっかけにクンロイトはプロテスタント化した。1700年、クンロイトはバンベルクの支配から解放され、クンロイト城はフランケンの神聖ローマ帝国騎士領のカントン（地方行政区分）官房所在地となった。1805年にクンロイトはバイエルン領となったが、1845年まではエグロフシュタイン男爵あるいは伯の世襲領主権が存続していた。

## 行政

### 議会
クンロイトの議会は、首長含む13議席で構成される。

### 紋章
図柄: 黒と金で左右二分割された鋸壁模様の頭部。その下は、銀と黒で左右二分割され、向かって左は、左を向いて（向かって右）赤い舌を出している黒い熊。向かって右は、金のイノシシ狩り用の槍。

## 引用
1. ↑  https://www.statistikdaten.bayern.de/genesis/online?operation=result&code=12411-003r&leerzeilen=false&language=de Genesis-Online-Datenbank des Bayerischen Landesamtes für Statistik Tabelle 12411-003r Fortschreibung des Bevölkerungsstandes: Gemeinden, Stichtag (Einwohnerzahlen auf Grundlage des Zensus 2011)
2. ↑  Bayerische Landesbibliothek Online